# Små spöken
Små spöken (Little Ghosts) är en brittisk-tysk animerad TV-serie i 39 sjuminuters episoder. Serien producerades 2002 av animationsstudiorna BKN International och Telemagination för ZDF, och distribueras av TV Loonland.
Handlingen kretsar kring de fyra små spökena Henry, Lucy, George och Edward. I programmet får man följa dem på olika äventyr, som behandlar ämnen som rädsla och vänskap.
Små spöken sändes i SVT1 våren 2004 och våren 2007.